# Boquita
Rafael Aparecido da Silva, meglio noto come Boquita (San Paolo, 7 aprile 1990), è un ex calciatore brasiliano, di ruolo centrocampista.

## Palmarès

### Club

#### Competizioni statali
- Campionato paulista: 1

Corinthians: 2009

#### Competizioni nazionali
- Coppa del Brasile: 1

Corinthians: 2009